# Rudolf Konstantin Vratislav z Mitrovic
Rudolf Konstantin hrabě Vratislav z Mitrovic a Schönfeldu (Rudolf Constantin Reichsgraf Wratislaw von Mitrowicz und Schönfeld) (12. srpna 1811, Koloděje nad Lužnicí – 30. listopadu 1874, Praha) byl český šlechtic, rakouský státní úředník a dvořan. Od mládí působil ve státních službách a zastával různé funkce ve správě okresů a krajů v Čechách. Kariéru završil jako nejvyšší komoří arcivévody Štěpána.

## Životopis

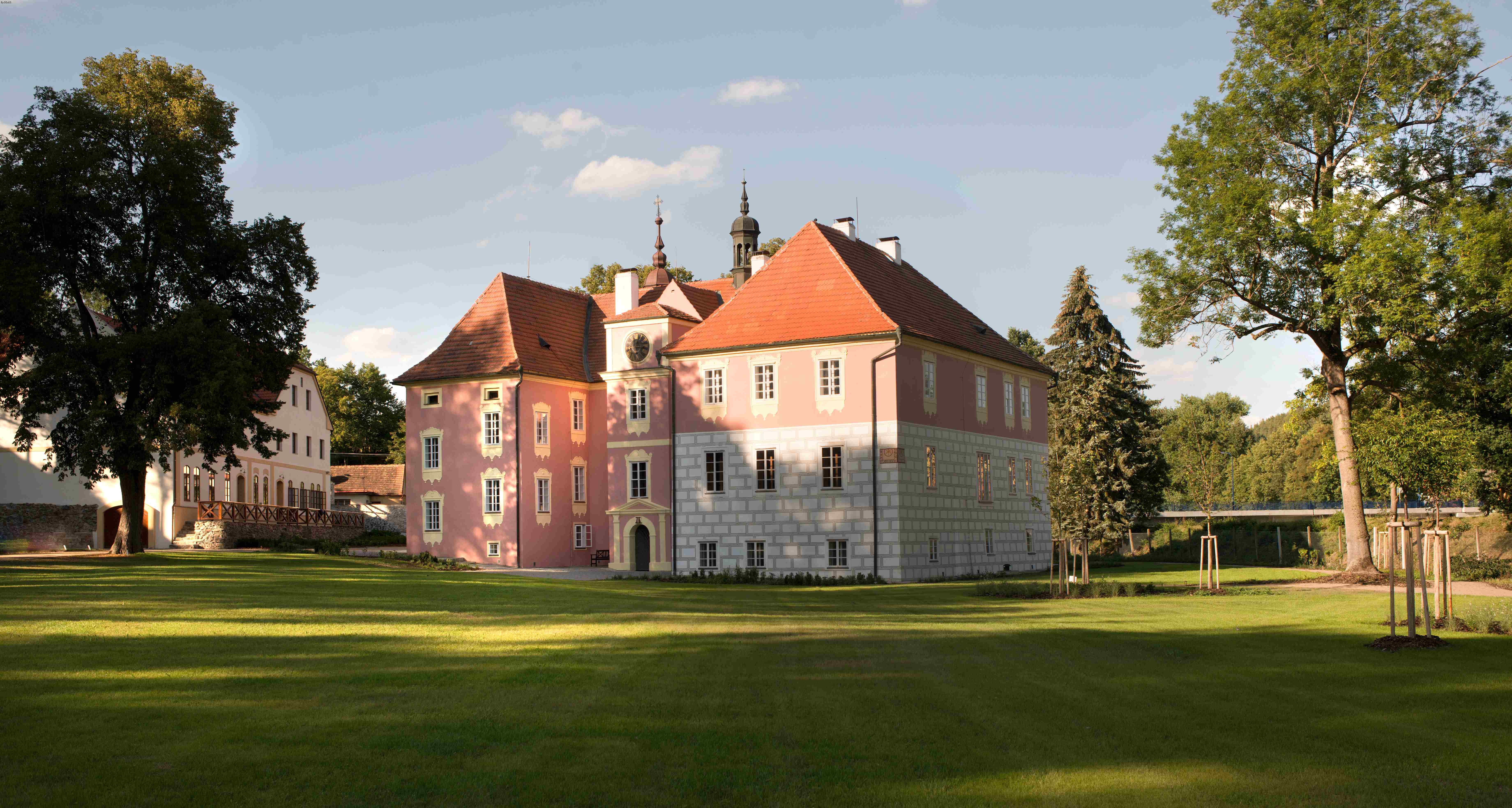
Zámek Koloděje nad Lužnicí, rodiště Rudolfa Konstantina Vratislava z Mitrovic

Pocházel ze starého českého šlechtického rodu Vratislavů z Mitrovic, patřil k linii, která od roku 1741 užívala příjmení Vratislav-Schönfeld. Narodil se na zámku v Kolodějích nad Lužnicí jako mladší syn hraběte Karla Vratislava z Mitrovic (1772–1823) a jeho manželky Terezie, rozené Bergerové z Lümingenu (1777–1834). Studoval na Tereziánské akademii ve Vídni a absolvoval práva, kromě němčiny a češtiny ovládal latinu, italštinu a francouzštinu. V roce 1833 vstoupil do státních služeb, začínal jako konceptní praktikant u krajských úřadů v Jičíně a Plzni, v letech 1838–1843 byl nadpočetným krajským komisařem v Českých Budějovicích. Po krátké službě u dvorské kanceláře ve Vídni (1843–1844) se vrátil do Čech a byl guberniálním tajemníkem, později guberniálním radou v Praze (1844–1848). V revolučním roce 1848 byl civilním komisařem III. armádního sboru, poté působil jako krajský hejtman v Litoměřicích (1848–1849). Po reorganizaci státní správy a zřízení nových okresů byl v letech 1849–1854 okresním hejtmanem v Jílovém u Prahy. Od roku 1854 působil v Praze jako rada českého místodržitelství. Ze státních služeb byl propuštěn v roce 1865 s titulem dvorního rady a přešel ke dvoru arcivévody Štěpána, s nímž se znal již z dřívějších let. V letech 1865–1867 byl nejvyšším komořím arcivévody Štěpána a v roce 1866 obdržel titul c. k. tajného rady. Poslední léta strávil v Praze, kde také zemřel. Po smrti vzdáleného příbuzného Evžena Vratislava (1780–1867) užíval jako nejstarší člen rodu dědičnou čestnou hodnost nejvyššího kuchmistra Českého království. V soukromí se zajímal o genealogii a heraldiku, jeho sbírka je uložena v Archivu Národního muzea.

## Rodina
Byl dvakrát ženatýː
- První manželkou byla Kristina Běšinová z Běšin (1812–1850).
- Podruhé se oženil v Kosmonosích 20. února 1860 s hraběnkou Natálií von Mirbach-Kosmanos (12.9.1836 Kosmonosy–16.8.1907 Praha). Vdova dožívala v Praze na Malé Straně v Nerudově ulici čp. 248/III. [5]

Obě manželství zůstala bezdětná.
Jeho sestra Karolína (1816–1895) byla manželkou Pavla Aloise Klara (1801–1860), ředitele Klárova ústavu.